# Nancy Mulligan
Nancy Mulligan è un brano musicale di Ed Sheeran, incluso nella versione deluxe dell'album ÷ del 2017.
Il brano è autobiografico, in quanto è una versione musicata della storia d'amore tra Nancy Mulligan (che dà il nome alla canzone) e William Sheeran, nonni paterni del cantautore. Il brano, fortemente ispirato alla musica irlandese, ha riscosso notevole successo, ottenendo il disco di platino in Canada e Regno Unito e il disco d'oro in Italia, Danimarca, Polonia e Stati Uniti d'America.

## Significato
(Ritornello.)
La storia attorno alla quale ruota la canzone è ispirata a fatti realmente accaduti e narrata in prima persona da William Sheeran, nonno paterno del cantautore: egli racconta della sua storia d'amore con la moglie, Nancy Mulligan, che dà il proprio nome alla canzone. Durante la seconda guerra mondiale i due s'incontrano, lui soldato e lei infermiera, e si innamorano; il padre di lei però nega il permesso al matrimonio, e i fidanzati allora fuggono al confine tra Irlanda del Nord e Repubblica d'Irlanda, sposandosi clandestinamente nella contea di Wexford e mettendo da parte le proprie differenze religiose. I due si stabiliscono quindi in Irlanda ed hanno numerosi figli e nipoti, fra i quali Ed Sheeran.

## Classifiche
| Classifica (2017) | Posizione massima |
| ----------------- | ----------------- |
| Australia         | 37                |
| Austria           | 42                |
| Canada            | 51                |
| Danimarca         | 37                |
| Germania          | 43                |
| Irlanda           | 3                 |
| Nuova Zelanda     | 27                |
| Paesi Bassi       | 26                |
| Regno Unito       | 13                |
| Scozia            | 21                |
| Stati Uniti       | 1                 |
| Svezia            | 50                |
| Ungheria          | 28                |